# 리비 모리스
리비 모리스(Libby Morris, 1930년 1월 1일 ~ )는 캐나다의 배우이다.
위니펙에서 태어났다.

## 영화
- 플라이트 93 (2006년)
- 낫 콰이트 파라다이스 (1985년)
- 사랑과 욕망 (1985년)
- 프라미스 허 애니씽 (1965년)